# Korea Południowa na Zimowych Igrzyskach Olimpijskich 1968
Koreę Południową na Zimowych Igrzyskach Olimpijskich 1968 reprezentowało ośmioro zawodników: pięciu mężczyzn i trzy kobiety. Był to piąty start reprezentacji Korei Południowej na zimowych igrzyskach olimpijskich.

## Skład kadry

### Biegi narciarskie
Mężczyźni
| Zawodnik    | Konkurencja   | czas               | Pozycja            |
| ----------- | ------------- | ------------------ | ------------------ |
| Yun Jong-im | Bieg na 15 km | 58:28,2            | 62.                |
| Kim Chun-gi | Bieg na 15 km | 1:00:04,8          | 66.                |
| Yun Jong-im | Bieg na 30 km | Nie ukończył biegu | Nie ukończył biegu |
| Kim Chun-gi | Bieg na 30 km | 2:11:51,3          | 63.                |
| Yun Jong-im | Bieg na 50 km | 3:27:22,5          | 47.                |

### Łyżwiarstwo figurowe
| Zawodnik        | Konkurencja | Nota   | Pozycja |
| --------------- | ----------- | ------ | ------- |
| Lee Hyeon-ju    | Solistki    | 1359,9 | 30.     |
| Kim Hye-gyeong  | Solistki    | 1336,2 | 31.     |
| Lee Gwang-yeong | Soliści     | 1360,3 | 28.     |

### Łyżwiarstwo szybkie
Mężczyźni
| Zawodnik    | Konkurencja    | Konkurencja    | Konkurencja    | Konkurencja    |
| Zawodnik    | Bieg na 1500 m | Bieg na 1500 m | Bieg na 5000 m | Bieg na 5000 m |
| Zawodnik    | Czas           | Miejsce        | Czas           | Miejsce        |
| ----------- | -------------- | -------------- | -------------- | -------------- |
| Lee Ik-hwan | 2:17,5         | 51.            | 8:28,2         | 38.            |

Kobiety
| Zawodnik    | Konkurencja    | Konkurencja    | Konkurencja    | Konkurencja    |
| Zawodnik    | Bieg na 1500 m | Bieg na 1500 m | Bieg na 3000 m | Bieg na 3000 m |
| Zawodnik    | Czas           | Miejsce        | Czas           | Miejsce        |
| ----------- | -------------- | -------------- | -------------- | -------------- |
| Kim Gwi-jin | 2:36,7         | 27.            | 5:29,5         | 22.            |

### Narciarstwo alpejskie
Mężczyźni
| Zawodnik   | Konkurencja         | Konkurencja         | Konkurencja   | Konkurencja   | Konkurencja             | Konkurencja             | Konkurencja             | Konkurencja             |
| Zawodnik   | Slalom gigant       | Slalom gigant       | Slalom gigant | Slalom gigant | Slalom specjalny        | Slalom specjalny        | Slalom specjalny        | Slalom specjalny        |
| Zawodnik   | Czas 1-go przejazdu | Czas 2-go przejazdu | Czas          | Pozycje       | Czas 1-go przejazdu     | Czas 2-go przejazdu     | Czas łączny             | Pozycja                 |
| ---------- | ------------------- | ------------------- | ------------- | ------------- | ----------------------- | ----------------------- | ----------------------- | ----------------------- |
| Eo Jae-sik | 2:45,53             | 2:21,45             | 5:06,98       | 88.           | Odpadł w kwalifikacjach | Odpadł w kwalifikacjach | Odpadł w kwalifikacjach | Odpadł w kwalifikacjach |